# Vitali Tsechkovski
Vitali Valerievitch Tsechkovski en russe : Виталий Валерьевич Цешковский) est un joueur d'échecs russe, d'origine polonaise né le 25 septembre 1944 à Omsk (Sibérie) et mort le 24 décembre 2011 à Krasnodar. Il reçut le titre de maître international en 1973 et celui de grand maître international en 1975. Il fut covainqueur du championnat d'URSS en 1978 (avec l'ancien champion du monde Mikhaïl Tal) et seul vainqueur en 1986.

## Victoires dans les tournois
Tsechkovski remporta les tournois de
- Leipzig, en 1975 (+8 =5),
- Dubna, en 1976 (+5 =10),
- Malgrat de Mar, en 1978 (ex æquo avec Ulf Andersson),
- Erevan, en 1980 (+8 -2 =5, ex æquo avec Tigran Petrossian et devant Mikhaïl Tal),
- Banja Luka, en 1981 (+9 =2 et 3,5 points devant le deuxième),
- Sotchi, en 1981 (devant Lev Polougaïevski),
- Cienfuegos, en (mémorial Capablanca) en 1981 ;
- Minsk en 1982 ;
- Halle, en 1984 (ex æquo avec Wolfgang Uhlmann),
- Krasnodar en 1986,
- Baden-Baden en 1990,
- le tournoi de Wijk aan Zee B en 1988,
- Kourgan en 1994 et
- Krasnodar en 2001.

## Tournoi interzonaux (1976 et 1979)
Tscechkovski participa pour la première fois au tournoi interzonal à Manille en 1976 et termina quatrième derrière Henrique Mecking, Vlastimil Hort et Lev Polougaïevski qui se qualifièrent pour le tournoi des candidats de 1977.
En 1979, il participa au tournoi interzonal de Riga et finit 8e-10e avec 9 points sur 17.

## Champion d'URSS (1978 et 1986)
Tsechkovski participa à dix championnats d'URSS. Premier ex æquo avec Mikhaïl Tal en 1978 et seul vainqueur huit ans plus tard, en 1986, il termina à chaque fois dernier l'année suivante :
- 1967 : 27e-40e  (système suisse) avec 7,5 / 13 ;
- 1968-1969 : 4e-5e : 11 / 19 ;
- 1974 : 10e-11e  avec 7 / 15 ;
- 1976 : 16e-17e (avant-dernier) avec 6,5 / 17 ;
- 1978 : Champion d'URSS (1er-2e avec Tal) avec 11 / 17 (+6 -1 =10) ;
- 1979 : 17e-18e et dernier en 1979 ;
- 1980-1981 : 6e-9e avec 9,5 / 17 ;
- 1981 : 10e-13e en décembre avec 8 / 17.
- 1986 : Champion d'URSS en 1986 à Kiev avec 11 / 17 (+6 -1 =10)
- 1987 : 17e-18e et dernier.

Après la dissolution de l'Union soviétique, en 1991, Tsechkovski participa à trois championnat de Russie : en 1994, 2003 et 2004.

## Une partie
Vitali Tsechkovski-Adrian Mikhaltchichine, Paris, 1981,
1. e4 c5 2. Cf3 d6 3. d4 cxd4 4. Cxd4 Cf6 5. Cc3 a6 6. Fe3 e6 7. g4 h6 8. h4 b5 9. a3 Fb7 10. Fg2 d5 11. g5! hxg5 12. hxg5 Txh1+ 13. Fxh1 Cxe4 14. Cxe6!! Cxc3 15. Dh5 De7 16. Cxf8 Dxf8 17. bxc3 Cd7 18. a4 0-0-0 19. Dg4 f5 20. gxf6 Dxf6 21. Rd2 Th8 22. axb5 axb5 23. Db4 Ce5 24. Dc5+ Dc6 25. Dxc6+ Fxc6 26. Fd4 Cc4+ 27. Rd3 Th3+ 28. Re2 g5 29. Ff3 Th6 30. Tg1 Cd6 31. Txg5 Ce4 32. Fg4+ Rc7 33. Tg7+ Rd6 34. f3 Th2+ 35. Re3 Cd2 36. Tg6+ 1-0.